# Nova Pisanica
Nova Pisanica is een plaats in de gemeente Velika Pisanica in de Kroatische provincie Bjelovar-Bilogora. De plaats telt 114 inwoners (2001).